# Vignoles
Pour les articles homonymes, voir Alphonse Des Vignoles, André Vignoles, Charles Vignoles, Roger Vignoles et Étienne de Vignolles.
Vignoles est une commune française située dans le département de la Côte-d'Or en région Bourgogne-Franche-Comté.

## Géographie

### Climat
Pour des articles plus généraux, voir Climat de la Bourgogne-Franche-Comté et Climat de la Côte-d'Or.
En 2010, le climat de la commune est de type climat océanique dégradé des plaines du Centre et du Nord, selon une étude du Centre national de la recherche scientifique s'appuyant sur une série de données couvrant la période 1971-2000. En 2020, Météo-France publie une typologie des climats de la France métropolitaine dans laquelle la commune est dans une zone de transition entre le climat océanique altéré et le climat océanique altéré et est dans la région climatique  Bourgogne, vallée de la Saône, caractérisée par un bon ensoleillement (1 900 h/an), un été chaud (18,5 °C), un air sec au printemps et en été et des vents faibles. 
Pour la période 1971-2000, la température annuelle moyenne est de 11,1 °C, avec une amplitude thermique annuelle de 18,1 °C. Le cumul annuel moyen de précipitations est de 743 mm, avec 10,9 jours de précipitations en janvier et 7,4 jours en juillet. Pour la période 1991-2020, la température moyenne annuelle observée sur la station météorologique de Météo-France la plus proche, « Savigny Les Bea », sur la commune de Savigny-lès-Beaune à 6 km à vol d'oiseau, est de 11,9 °C et le cumul annuel moyen de précipitations est de 752,9 mm,. Pour l'avenir, les paramètres climatiques de la commune estimés pour 2050 selon différents scénarios d'émission de gaz à effet de serre sont consultables sur un site dédié publié par Météo-France en novembre 2022.

## Urbanisme

### Typologie
Au 1er janvier 2024, Vignoles est catégorisée bourg rural, selon la nouvelle grille communale de densité à 7 niveaux définie par l'Insee en 2022.
Elle est située hors unité urbaine. Par ailleurs la commune fait partie de l'aire d'attraction de Beaune, dont elle est une commune de la couronne,. Cette aire, qui regroupe 64 communes, est catégorisée dans les aires de 50 000 à moins de 200 000 habitants,.

### Occupation des sols
L'occupation des sols de la commune, telle qu'elle ressort de la base de données européenne d’occupation biophysique des sols Corine Land Cover (CLC), est marquée par l'importance des territoires agricoles (68,3 % en 2018), en diminution par rapport à 1990 (72 %). La répartition détaillée en 2018 est la suivante : 
terres arables (67,8 %), zones industrielles ou commerciales et réseaux de communication (19,1 %), zones urbanisées (6,6 %), espaces verts artificialisés, non agricoles (6 %), zones agricoles hétérogènes (0,5 %). L'évolution de l’occupation des sols de la commune et de ses infrastructures peut être observée sur les différentes représentations cartographiques du territoire : la carte de Cassini (XVIIIe siècle), la carte d'état-major (1820-1866) et les cartes ou photos aériennes de l'IGN pour la période actuelle (1950 à aujourd'hui).

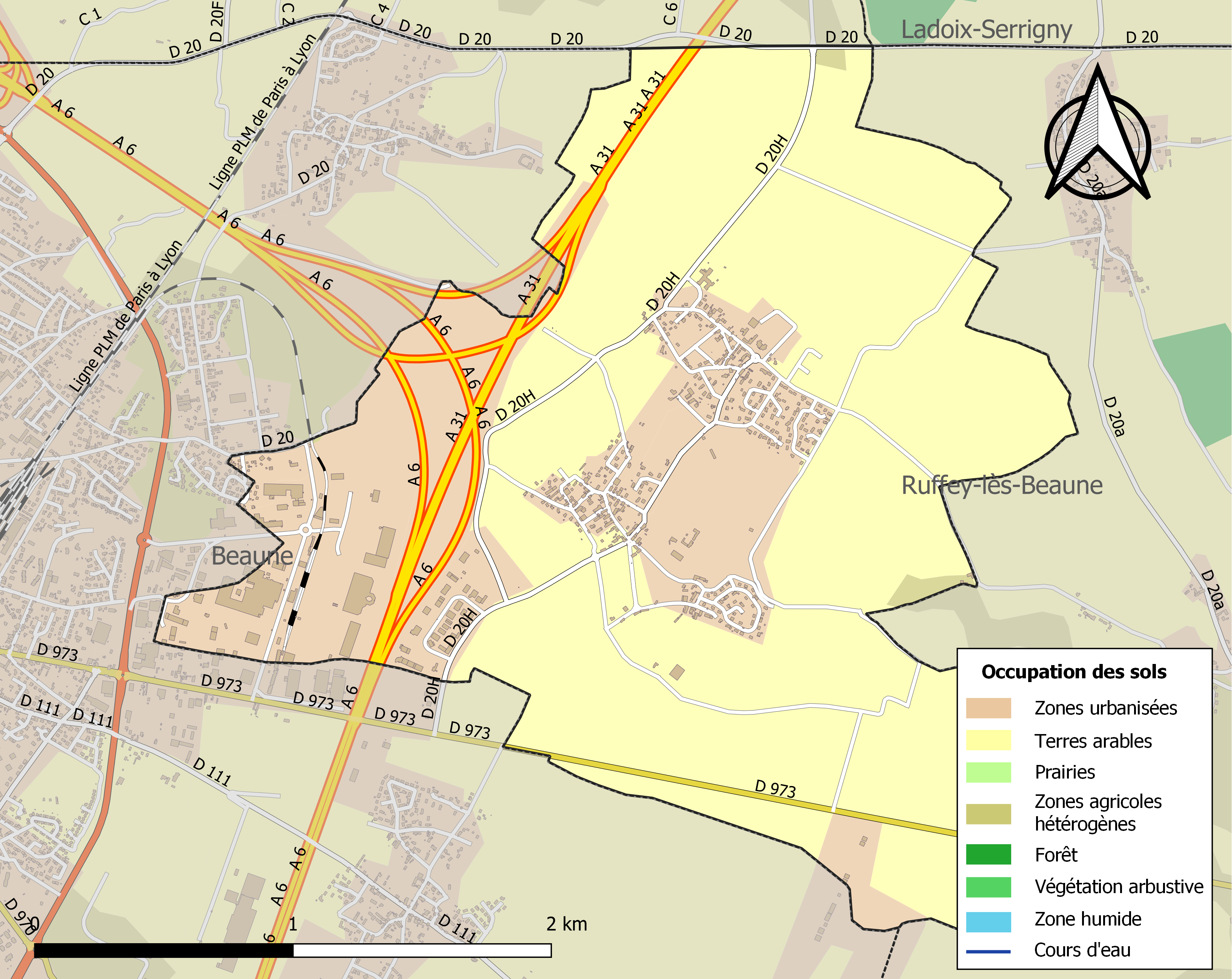
Carte des infrastructures et de l'occupation des sols de la commune en 2018 (CLC).

## Politique et administration
| Période                                  | Période    | Identité                  | Étiquette | Qualité                                                                |
| ---------------------------------------- | ---------- | ------------------------- | --------- | ---------------------------------------------------------------------- |
| 7/02/1790                                | 1791       | Pierre Boussu             |           | premier maire                                                          |
| 13/11/1791                               | 1804       | Jean Baptiste Boussu      |           | DCD LE 23/05/1806                                                      |
| 1804                                     | 1816       | Jean Baptiste Terrion     |           | installation à la mairie en 1804                                       |
| 21/01/1816                               | 1819       | Vergnette de la Motte     |           | 1er acte signé le 21/01/1816                                           |
| 5/12/1819                                | 1821       | Jacques Henriot           |           | nommé par préfecture                                                   |
| 19/08/1821                               | 1830       | Vergnette de la Motte     |           | nommé par préfecture le 19/08/1821                                     |
| 14/09/1830                               | 1832       | Antoine Bouchard de Chaux |           | nommé par préfecture                                                   |
| 15/01/1832                               | 1835       | Luc Arnoux                |           | Démission le 8/05/1832 refus préfet le 8/06/1832                       |
| 18/01/1835                               | 28/08/1838 | Pierre Voillot            |           | nommé le 18/1/1835 démission en 1838 maintenu par préfet le 28/08/1838 |
| 20/09/1843                               | 1848       | Edme Perrin de Saux       |           | apparaît comme maire le 20/09/1843                                     |
| 2/05/1848                                | 3/09/1848  | Pierre Voillot            |           | signe "Maire" le 2/05/1848                                             |
| 3/09/1848                                | 8/12/1851  | Pierre Voillot            |           | Révoqué par Sous Préfet le 8/12/1851                                   |
| 8/02/1852                                | 18/05/1884 | François Perrin           |           | réélu 1860/1865/1870/1878                                              |
| 18/05/1884                               | 17/05/1896 | Léon Perrin               |           |                                                                        |
| 17/5/1896                                | 20/05/1900 | Pierre Arnoux             |           |                                                                        |
| 20/05/1900                               | 19/05/1912 | Pierre Pallegoix          |           |                                                                        |
| 19/05/1912                               | 10/12/1919 | Léon Perrin               |           | réélu1888/1892                                                         |
| 10/12/1919                               | 1/08/1920  | Marcel Rey                |           |                                                                        |
| 1/08/1920                                | 19/05/1935 | François Pallegoix        |           |                                                                        |
| 19/05/1935                               | 18/05/1945 | Louis Laboureau           |           |                                                                        |
| 18/05/1945                               | 5/11/1947  | Marcel Jaquinot           |           |                                                                        |
| 5/11/1947                                | 6/05/1962  | François Bouillot         |           | réélu 1953/1959                                                        |
| 12/05/1962                               | 29/01/1972 | Louis Henriot             |           | réélu1962/1965/1971                                                    |
| 3/02/1972                                | 11/03/1983 | André Rossignol           |           | réélu 1977                                                             |
| 11/03/1983                               | mars 2014  | Armand Chalon             |           | réélu 1989/1995/2001/2007                                              |
| 28/03/2014                               | 28/05/2020 | Jean Marey                |           |                                                                        |
| 28/05/2020                               | En cours   | Jean Marey                |           |                                                                        |
| Les données manquantes sont à compléter. |            |                           |           |                                                                        |

 source Historial de Vignoles

## Démographie
L'évolution du nombre d'habitants est connue à travers les recensements de la population effectués dans la commune depuis 1793. Pour les communes de moins de 10 000 habitants, une enquête de recensement portant sur toute la population est réalisée tous les cinq ans, les populations de référence des années intermédiaires étant quant à elles estimées par interpolation ou extrapolation. Pour la commune, le premier recensement exhaustif entrant dans le cadre du nouveau dispositif a été réalisé en 2005.

En 2022, la commune comptait 919 habitants, en évolution de +2,22 % par rapport à 2016 (Côte-d'Or : +0,82 %, France hors Mayotte : +2,11 %).
| 1793 | 1800 | 1806 | 1821 | 1836 | 1841 | 1846 | 1851 | 1856 |
| ---- | ---- | ---- | ---- | ---- | ---- | ---- | ---- | ---- |
| 240  | 273  | 259  | 264  | 322  | 318  | 324  | 331  | 305  |

| 1861 | 1866 | 1872 | 1876 | 1881 | 1886 | 1891 | 1896 | 1901 |
| ---- | ---- | ---- | ---- | ---- | ---- | ---- | ---- | ---- |
| 304  | 341  | 325  | 349  | 321  | 320  | 315  | 275  | 258  |

| 1906 | 1911 | 1921 | 1926 | 1931 | 1936 | 1946 | 1954 | 1962 |
| ---- | ---- | ---- | ---- | ---- | ---- | ---- | ---- | ---- |
| 264  | 249  | 194  | 198  | 214  | 247  | 234  | 264  | 268  |

| 1968 | 1975 | 1982 | 1990 | 1999 | 2005 | 2006 | 2010 | 2015 |
| ---- | ---- | ---- | ---- | ---- | ---- | ---- | ---- | ---- |
| 276  | 309  | 411  | 552  | 727  | 727  | 735  | 851  | 865  |

| 2020 | 2022 | - | - | - | - | - | - | - |
| ---- | ---- | - | - | - | - | - | - | - |
| 938  | 919  | - | - | - | - | - | - | - |

## Lieux et monuments
- Village fleuri : trois fleurs.
- L'église, sous le patronage de saint Andoche, est un modeste édifice roman, dont la charpente est remarquable.
- Le château de Vignoles
- Un arboretum permet de se cultiver en botanique.

## Héraldique
| Blason de Vignoles | Blason  | D'argent au cep de vigne de sinople, pampré du même, fruité de gueules, soutenu de sable.   |
| Blason de Vignoles | Détails | Vignoles : Armes parlantes (cep de vigne). Le statut officiel du blason reste à déterminer. |

## Jumelages
- Avec Beauregard-Vendon en Auvergne.